# ベニシャングル・グムズ州
ベニシャングル・グムズ州（アムハラ語: ቤንሻንጉል ጉሙዝ ክልል ラテン文字表記：Bīnshangul Gumuz(BGN / PCGN 1967)、英語: Benishangul-Gumuz Region）は、エチオピア北西部の州。面積は5万699km2で、2023年の推定人口は125万1000人。人口密度は24.7人/km2。単独で多数派を形成している民族はおらず、諸民族が混在している。
手つかずの自然が残る一方で通信・交通のインフラが脆弱で経済発展の大きな障害となっていたが、近年は中国資本によって整備・開発が進んでいる。その中でも大規模な国家プロジェクトの一つである大エチオピア再生ダムは（GERD）はこの州の南西隅の青ナイル川で建設されている。

## 歴史
1995年に民族ごとに州が再編成された際、西部の諸民族混在地域をまとめて作られた。そのため土地・資源をめぐる民族同士の衝突が絶えない。
2019年6月22日のアムハラ州クーデター未遂事件では首謀者の一派が州北部のメテケル県に侵入し、村人を37人殺害する事件が起きた。
2020年9月よりメテケル県で民族系武装組織の衝突が激化し、国軍が介入する事態になった（ベニシャングル・グムズ紛争）。紛争では特定民族の住民に対する攻撃が頻発しており、11月に住民が乗ったバスが襲撃され34人が死亡する事件（2020年エチオピアバス襲撃）が、12月には武装組織が100人以上の村人を虐殺する事件（メテケル虐殺）が発生した。
2021年4月19日、州中部のカマシ県シルバ・アバイ郡が武装組織に占拠されたことをエチオピア人権委員会が発表した。武装組織は住民の殺害や公務員の誘拐が行われ、郡の役人や警官は他の郡へ避難しているという。また同郡は大エチオピア再生ダム予定地の上流にあたり、建設への悪影響が懸念される。

## 地理
- 北～東：アムハラ州
- 南：オロミア州
- 南西：上ナイル州(南スーダン)
- 西～北西：青ナイル州(スーダン)

## 行政区画
ベニシャングル・グムズ州は3つの県（Zone）に分けられる。県の下には郡（Woreda）がある。その中で2郡は特別郡としてどの県にも属していないため、ここに含めている。
- アソサ県（英語版）
- カマシ県（英語版）
- メテケル県（英語版）
- マオ＝コモ特別郡（英語版）
- パウェ特別郡（英語版）

## 住民

### 民族
- ベルタ人（英語版）：25.9%
- アムハラ人：21.25%
- グムズ人：21.11%
- オロモ人：13.32%
- シナシャ人（英語版）：7.59%
- その他：10.83%

2020年、メテケル県でアムハラ人の指導者の一部が土地所有権を主張。グムズ人との間で対立構造となった。

### 宗教
- エチオピア正教：95.6%
- イスラム教：4.0%
- その他：0.4%

### 人口
- 1994年10月11日：46万459人
- 2007年5月28日：78万4345人
- 2015年7月1日：100万5000人[10]
- 2023年7月：125万1000人[3]